# 水鳥川和夫
水鳥川 和夫（みどりかわ かずお、1950年 - ）は日本の工学者。都市計画家。

## 略歴
1950年、千葉県生まれ。東京大学工学部都市工学科卒業。博士（工学）。株式会社防災都市計画研究所を経て、都市防災研究所理事等を歴任。現在、東北芸術工科大学大学院コンテンツ・プロデュース領域教授及び株式会社コスモプラン代表取締役を務める。オフィス等情報型産業の立地論、インターネット・ビジネスに関する研究のほか、埼玉県川口市「SKIPシティ(さいたま映像産業拠点)」など中央政府、自治体の情報関係の地域振興プロジェクトにも携わる。

## 業績

### 論文
水鳥川和夫、村上 處直「地盤を考慮した都市計画 : 仙台市におけるマイクロゾーニングの試み : 都市計画」一般社団法人日本建築学会 『学術講演梗概集』 計画系 55(都市計画・建築経済・住宅問題), 1537-1538, 1980-09 
ほか。

### 著書
著書一覧は下記の通り(共著を含む)。
- 『コンテンツ・ビジネスが地域を変える 』(共著、NTT出版)[3]
- 『ビット産業社会における情報化と都市の将来』(共著、慶應義塾大学出版会)
- 『日本型インターネット・ビジネスの探求』(ケイブン出版)